# Ivy Nicholson
Ivy Martha Nicholson (22. února 1933 – 25. října 2021) byla americká modelka a herečka.

## Život
Narodila se na Manhattanu a vyrůstala ve čtvrti Cypress Hills v Brooklynu. V šestnácti letech, po výhře v soutěži krásy, přestala docházet na střední školu, opustila domov a začala hledat práci modelky. V New Yorku se nedočkala úspěchu a odešla do Paříže. Tam se jí díky lži, že se brzy objeví na obálce amerického vydání časopisu Vogue, podařilo prosadit a její fotografie se dostala na obálku magazínu Elle. Později to komentovala slovy „jedna bílá lež mi zajistila desetiletou kariéru“. Později se dostala na obálky časopisů jako Harper's Bazaar, Life a Mademoiselle. Kromě toho seděla nahá modelem malíři Salvadoru Dalímu.
Již v padesátých letech se objevila v malých rolích v několika italských filmech. Počátkem šedesátých let se přestala věnovat modelingu a odešla zpět do rodného New Yorku, kde se prosadila v kruzích okolo výtvarníka a filmaře Andyho Warhola. V letech 1964 až 1968 hrála v několika jeho filmech, včetně Batman Dracula, Couch, Four Stars, I, a Man a Soap Opera.
Později žila dlouhodobě na ulici, mj. v nechvalně proslulé čtvrti Tenderloin v San Franciscu. V dalších letech měla i neměla domov, například ještě v roce 2018 byla bez domova. Poslední období svého života strávila v zařízení s asistovaným bydlením ve městě Bellflower v Kalifornii, kde v roce 2021 ve věku 88 let zemřela.
V šedesátých letech byl jejím manželem John Palmer, spolurežisér Warholova statického filmu Empire, s nímž měla dceru Pénélope a syna Gunthera; s jinými muži měla již dříve dva syny, Daria a Seana. V roce 2005 o sobě natočila film The Dead Life.